# Kapel van het Heilig Aanschijn
De Kapel van het Heilig Aanschijn is een kapel in de Vlaams-Brabantse plaats Bierbeek, gelegen aan de Geldenaaksebaan 2.
Vanouds was hier een boerderij waar tot 1920 ook een standerdmolen heeft gestaan, de Molen van Meren. De boerderij werd in 1996 verkocht aan de Broederschap Maranatha, een traditionalistische groep Karmelieten. Twee broeders traden in. De boerderijgebouwen werden verbouwd tot een klooster en een kapel. De missen werden opgedragen volgens de Tridentijnse ritus. In 2005 en 2008 werd de kapel vergroot en in 2014 werd hij officieel door de aartsbisschop ingewijd.
Het betreft een gebouw waarop zich twee dakruiters bevinden en die twee dakruiters heeft. De spitsboogvensters doen neogotisch aan.